# Cebu (település)
Cebu városa (kiejtve: Szebu,  szebuano nyelven: Sugbo, filipino nyelven: Lungsod ng Cebu) a Fülöp-szigeteken, a hasonló nevű Cebu sziget keleti partján fekszik. A Közép-Visayas régió Cebu tartományának székhelye. A város lakosainak száma 814 000 fő, az agglomerációé  2 315 000 fő volt 2007-ben.
Gazdasági és kulturális központ, az ország egyik outsourcing központja.

## Éghajlat
| Hónap                         | Jan. | Feb. | Már. | Ápr. | Máj. | Jún. | Júl. | Aug. | Szep. | Okt. | Nov. | Dec. | Év   |
| ----------------------------- | ---- | ---- | ---- | ---- | ---- | ---- | ---- | ---- | ----- | ---- | ---- | ---- | ---- |
| Rekord max. hőmérséklet (°C)  | 33,5 | 34,8 | 33,9 | 35,6 | 37,0 | 37,6 | 35,3 | 35,6 | 35,2  | 34,4 | 33,8 | 34,0 | 37,6 |
| Átlagos max. hőmérséklet (°C) | 29,8 | 30,2 | 31,1 | 32,3 | 32,8 | 32,1 | 31,5 | 31,7 | 31,8  | 31,4 | 31,0 | 30,2 | 31,3 |
| Átlagos min. hőmérséklet (°C) | 23,9 | 24,0 | 24,5 | 25,4 | 25,8 | 25,4 | 24,9 | 25,0 | 24,9  | 24,8 | 24,7 | 24,3 | 24,8 |
| Rekord min. hőmérséklet (°C)  | 19,8 | 20,0 | 19,4 | 22,1 | 22,0 | 22,5 | 20,8 | 20,8 | 21,5  | 21,6 | 20,4 | 20,0 | 19,4 |
| Átl. csapadékmennyiség (mm)   | 105  | 70   | 59   | 48   | 95   | 176  | 193  | 144  | 180   | 195  | 162  | 140  | 1565 |
| Forrás: PAGASA                |      |      |      |      |      |      |      |      |       |      |      |      |      |

## Népesség
| Lakosok száma | 45 994 | 146 817 | 167 503 | 347 116 | 413 025 | 610 417 | 662 299 | 799 762 | 866 171 | 964 169 |
|               | 1903   | 1939    | 1948    | 1970    | 1975    | 1990    | 1995    | 2007    | 2010    | 2020    |

## Látnivalók
- Fuerza de San Pedro (erőd)
- A taoista templom
- Magellán kereszt
- Santo Niño bazilika, a legrégebbi keresztény templom az országban
- Colon utca
- Carbon piac, bevásárlóutca a belvárosban
- Kapitol, a tartományi kormány és kormányzó székhelye
- A város feletti hegy, kilátással az öbölre és a Mactan-szigetre
- Közép-Cebu Nemzeti Park és a Sudlon Nemzeti Park

## Közigazgatás

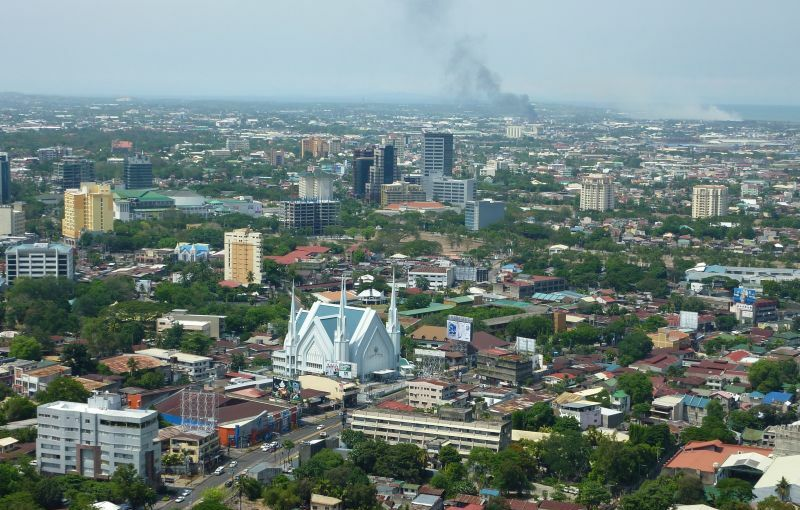
Városkép

A város közigazgatásilag két részből áll (észak és dél), ezek pedig 36 további közigazgatási körzetre (Barangay) vannak osztva:
Adlawon, 
Agsungot, 
Apas, 
Babag, 
Bacayan, 
Banilad, 
Basak Pardo, 
Basak San Nicolas, 
Binaliw, 
Bonbon, 
Budla-an, 
Buhisan, 
Bulacao, 
Buot-Taup, 
Busay, 
Calamba, 
Cambinocot, 
Capitol Site, 
Carreta, 
Cebu Port Center, 
Cogon Pardo, 
Cogon Ramos, 
Day-as, 
Duljo, 
Ermita, 
Guadalupe, 
Guba, 
Hipodromo, 
Inayawan, 
Kalubihan, 
Kalunasan, 
Kamagayan, 
Kamputhaw, 
Kasambagan, 
Kinasang-an, 
Labangon, 
Lahug, 
Lorega San Miguel, 
Lusaran, 
Luz, 
Mabini, 
Mabolo Proper, 
Malubog, 
Mambaling, 
Pahina Central, 
Pahina San Nicolas, 
Pamutan, 
Parian, 
Paril, 
Pasil, 
Pit-os, 
Poblacion Pardo, 
Pulangbato, 
Pung-ol-Sibugay,
Talamban

## Fordítás
- Ez a szócikk részben vagy egészben  a   Cebu City című angol Wikipédia-szócikk fordításán alapul.  Az eredeti cikk szerkesztőit annak laptörténete sorolja fel. Ez a jelzés csupán a megfogalmazás eredetét és a szerzői jogokat jelzi, nem szolgál a cikkben szereplő információk forrásmegjelöléseként.
- Ez a szócikk részben vagy egészben  a   Cebu City című német Wikipédia-szócikk fordításán alapul.  Az eredeti cikk szerkesztőit annak laptörténete sorolja fel. Ez a jelzés csupán a megfogalmazás eredetét és a szerzői jogokat jelzi, nem szolgál a cikkben szereplő információk forrásmegjelöléseként.